# Puerto de Dreger
El Puerto de Dreger o Puerto de Dregerhaffen es un puerto en el sur de Finschhafen, en Papúa Nueva Guinea. Durante la Segunda Guerra Mundial, el puerto de Dreger fue usado por fuerzas aliadas después de la captura de Finschhafen en octubre de 1943. durante la Campaña de la Península de Huon Se utilizó para el estacionamiento de PT Boats y hay constancia de que un Kawasaki Ki-61 japonés se estrelló en él.